# Elisabeth Guttenberger
Elisabeth Guttenberger, de soltera Schneck; (Stuttgart, 6 de febrero de 1926 - 25 de marzo de 2024) fue una superviviente alemana del Holocausto y activista de derechos humanos. De origen sinti, sobrevivió al Holocausto romaní y testificó en los juicios de Fráncfort Auschwitz tras haber sido internada en el campo de familias gitanas.

## Biografía
Nacida en Stuttgart el 6 de febrero de 1926, Guttenberger vivió en su ciudad natal hasta 1936. Su padre, Josef Schneck, era comerciante de instrumentos de cuerda antiguos. Su madre, Sofie, valoraba una buena educación para sus hijos, a los que matriculaba en clases de música. Más tarde declaró que su educación le ayudó a tener oportunidades en puestos administrativos dentro de Auschwitz. Una vez que Adolf Hitler tomó el poder, a su familia le resultó difícil encontrar oportunidades económicas debido a los estrictos criterios raciales. La familia se trasladó a Múnich en 1936. No pudo asistir a la escuela secundaria y se vio obligada a abandonar su aprendizaje en pastelería debido a la intervención de la Gestapo y, en su lugar, fue reclutada para trabajar en una fábrica de municiones.
El 16 de diciembre de 1942, el régimen nazi decretó que todos los romaníes que aún vivieran en territorio alemán debían ser deportados a Auschwitz con el objetivo de exterminarlos por completo. La familia de Guttenberger fue apresada en Múnich el 8 de marzo de 1943 y deportada a Auschwitz ocho días después, donde recibió el número de prisionera Z 3991. El campo constaba de 32 establos con literas de tres pisos, con hasta mil prisioneros hacinados en cada establo. Ella fue el único miembro de su familia que sobrevivió al internamiento, ya que se enteró de la muerte de su padre después de ser liberada. Fue trasladada a Ravensbrück el 1 de agosto de 1944 antes de ser enviada a Flossenbürg. El campo se cerró el 15 de abril de 1945 y los prisioneros fueron enviados en una marcha de la muerte a Marienbad. Fue liberado por las tropas estadounidenses a finales de abril de 1945.
Después de la guerra, Guttenberger fue llamada a declarar en los juicios de Fráncfort, que tuvieron lugar entre 1963 y 1965. Aunque no pudo asistir al juicio, su testimonio fue leído por el juez instructor Heinz Düx ante el Tribunal de Distrito de Pforzheim. Sin embargo, el tribunal no consideró concluyente su testimonio. Después de los juicios, testificó con regularidad en la conmemoración del edificio del Reichstag en Berlín, especialmente en el 50 aniversario del «decreto de Auschwitz» en 1992. También intervino en la inauguración del Centro de Documentación y Cultura de los Sinti y Gitanos Alemanes en 1997. El 2 de agosto de 2014, Olga Grjasnowa leyó su testimonio en un acto organizado por el Memorial a los Judíos Asesinados de Europa, que tuvo lugar en el Monumento a las víctimas sinti y romaníes del nazismo.
En marzo de 2008, se colocó un Stolperstein con los nombres de los miembros de la familia de Guttenberger frente a su antigua casa de Stuttgart. El grupo organizador recibió el Premio Alfred Hausser [de] de la Asociación de Perseguidos del Régimen Nazi - Federación de Antifascistas y ella estuvo presente en la ceremonia de entrega.
Elisabeth Guttenberger falleció el 25 de marzo de 2024, a la edad de 98 años.

## Publicaciones
- Adler, H. G.; Lingens, Ella; Langbein, Hermann, eds. (1962). Auschwitz: Zeugnisse und Berichte [Auschwitz: Testimonies and Reports] (en alemán). de. pp. 159-162.
- Gedenkbuch: Die Sinti und Roma Im Konzentrationslager Auschwitz-Birkenau, Allemand [Memorial Book: The Sinti and Roma in the Auschwitz-Birkenau Concentration Camp, Germany]. Auschwitz-Birkenau State Museum: Saur. 1993. ISBN 978-3-598-11162-4. OL 9066896M.